# Havsteinen

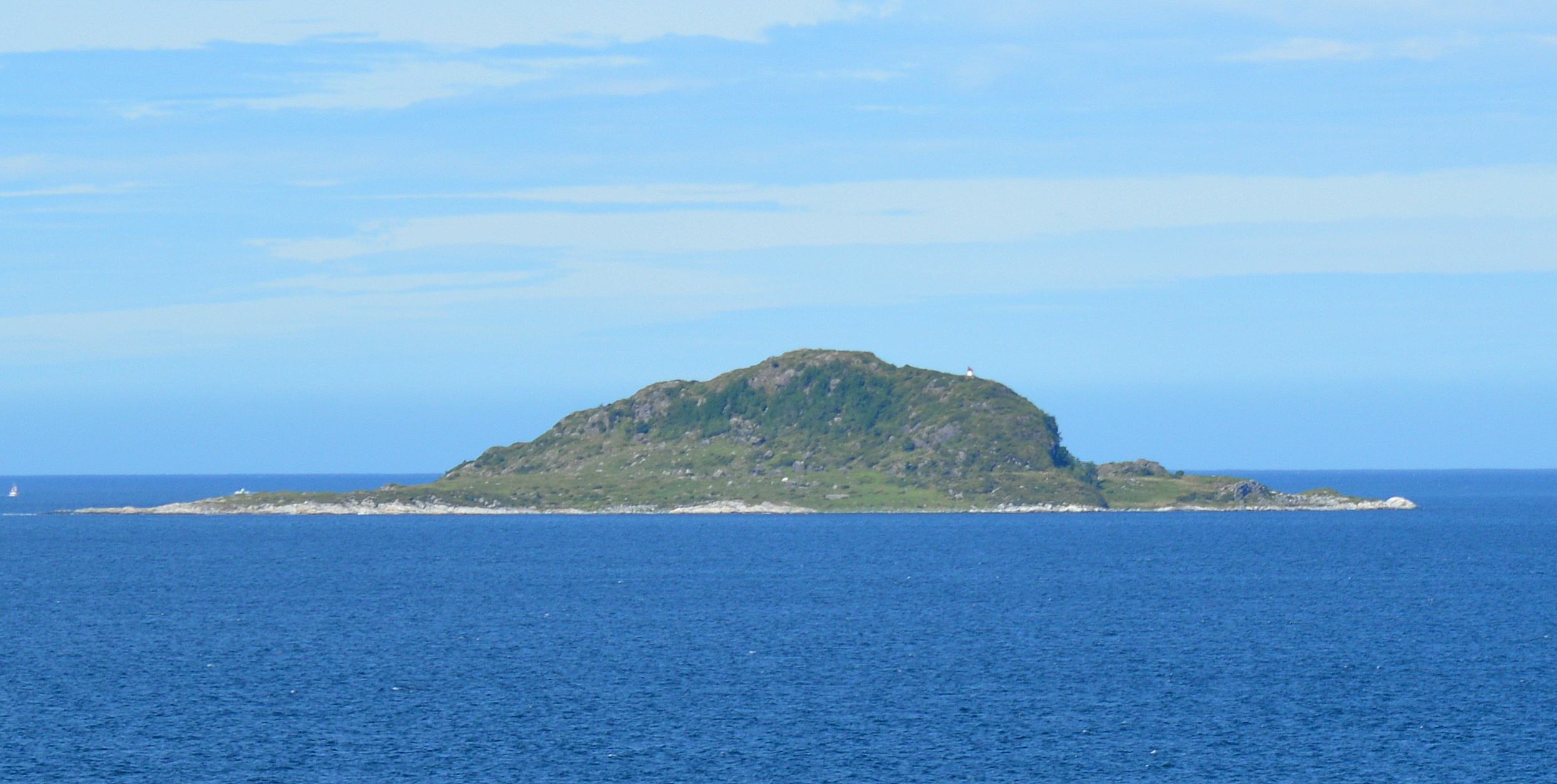
Isla de Havstein.

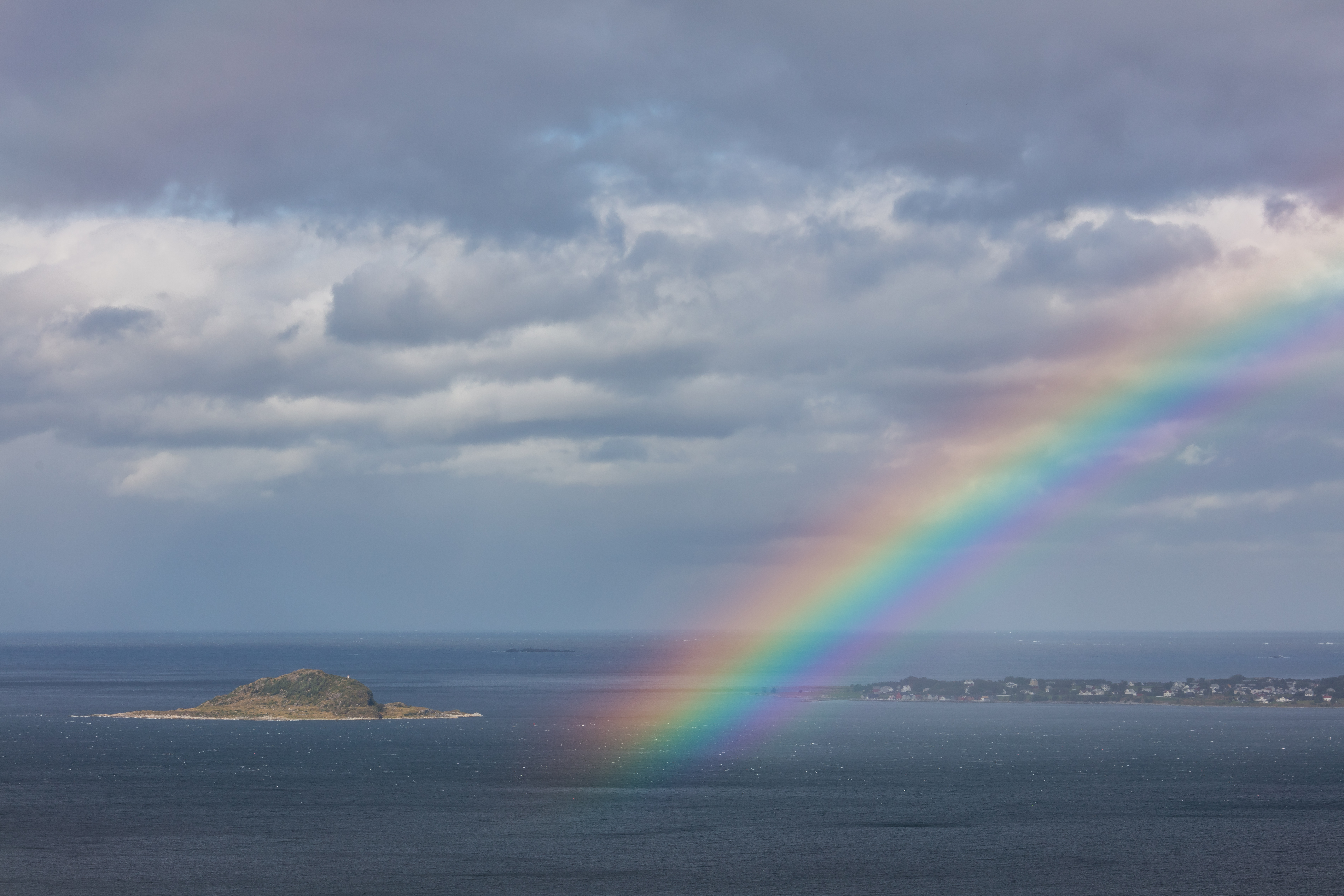
Arco iris sobre Havsteinen.

Havsteinen es una isla en la parte norte del Valderhaugfjord perteneciente al municipio de Giske, situado en la provincia noruega de Møre og Romsdal. 
Se encuentra entre islas de mucho más tamaño, Godøy en el suroeste, Giske en el noroeste, Valderøya en el noreste y Hessa en el sureste. 
La rocosa isla se extiende desde el suroeste hasta el noreste a lo largo de 520 metros y tiene un ancho de hasta aproximadamente 350 metros. Alcanza una altura de hasta 61 metros, es estéril y solo ligeramente cubierto con vegetación. 